# Classe Pennsylvania (croiseur)
Pour les autres classes de navires du même nom, voir Classe Pennsylvania.
La classe Pennsylvania fut une classe de croiseur cuirassé construite pour la marine américaine au début du XXe siècle.
Les six croiseurs de cette classe, avec les quatre de la classe Tennessee, furent dénommés les Big Ten.

## Les unités de la classe
| Nom                                             | Lancement         | Service effectif | Chantier naval                                             | Fin de carrière                           | Photo |
| ----------------------------------------------- | ----------------- | ---------------- | ---------------------------------------------------------- | ----------------------------------------- | ----- |
| USS Pennsylvania (ACR-4) USS Pittsburg (CA-4)   | 22 août 1903      | 9 mars 1905      | William Cramp and Sons Philadelphie États-Unis             | vendu pour démolition le 21 décembre 1931 |       |
| USS West Virginia (ACR-5) USS Huntington (CA-5) | 18 avril 1903     | 23 février 1920  | Chantier naval Northrop Grumman de Newport News États-Unis | vendu pour démolition le 30 août 1930     |       |
| USS California (ACR-6) USS San Diego (CA-6)     | 28 avril 1904     | 1er août 1907    | Union Iron Works San Francisco États-Unis                  | coulé le 19 juillet 1918                  |       |
| USS Colorado (ACR-7) USS Pueblo (CA-7)          | 25 avril 1903     | 19 janvier 1905  | William Cramp and Sons Philadelphie États-Unis             | vendu pour démolition en 1930             |       |
| USS Maryland (ACR-8) USS Frederick (CA-8)       | 12 septembre 1903 | 18 avril 1905    | Chantier naval Northrop Grumman de Newport News États-Unis | vendu pour démolition le 11 février 1930  |       |
| USS South Dakota (ACR-9) USS Huron (CA-9)       | 21 juillet 1904   | 27 janvier 1908  | Union Iron Works San Francisco États-Unis                  | vendu pour démolition en 1930             |       |

## Histoire
Les 6 croiseurs protégés furent reclassées en croiseurs lourds et ils prirent chacun le nom d'une ville des États-Unis pour rendre leurs premiers noms dédiés à des États pour la construction de nouveaux cuirassés.

Ils servirent pendant la Première Guerre mondiale. L'USS California/San Diego fut le seul grand navire de guerre américain perdu durant ce conflit, il coula près de Fire Island, au large de la côte de New York, le 19 juillet 1918 a priori à la suite de l'explosion d'une mine à la dérive larguée par un sous-marin allemand. Les cinq autres ont été démolis en 1930 et 1931 conformément au traité naval de Londres signé le 22 avril 1930, diminuant les navires de guerre du Royaume-Uni, de l'empire du Japon, des États-Unis, de la France et de l'Italie.

## Caractéristiques  générales
- Déplacement : 15 138 tonnes (pleine charge)
- Longueur : 153,60 m
- Largeur : 21,18 m
- Tirant d'eau : 77,95 m
- Rayon d'action :  miles à  nœuds
- Propulsion : 2 hélices (16 chaudières Babcok and Wilcox) - (32 Niclausse pour l'ACR-4)
- Combustible : 1850 à 2075 tonnes de charbon
- Equipage : 829 à 928 hommes
- Blindage : pont = 100 mm 
ceinture = 150 mm
cloison = 100 à 200 mm
tourelle = 170 mm
kiosque = 230 mm